# سبب خارجي
سبب خارجي هو مُصطلحٌ طبي، ويُقصد به السبب المُرتبط بوجود حالةٍ طبية والتي قد ترتبط بجسمٍ معين أو عملية حادة سببها شيء خارج الجسم. تُصنف هذه الأسباب على أنها «أكواد E» في التصنيف الدولي التاسع للأمراض 9.